# Haplochromis obliquidens
Haplochromis obliquidens је зракоперка из реда Perciformes.

## Угроженост
Ова врста је на нижем степену опасности од изумирања, и сматра се скоро угроженим таксоном.

## Распрострањење
Ареал врсте је ограничен на мањи број држава. 
Врста има станиште у Кенији, Танзанији и Уганди.

## Станиште
Станишта врсте су мочварна подручја и слатководна подручја.